# Noni Lazaga

Noni Lazaga (Madrid, 1966) es una artista multidisciplinar española. Interesada en la dualidad oriente-occidente ha desarrollado su carrera artística e investigadora residiendo en diferentes países como, Egipto, Japón, República Dominicana.

## Biografía y Trayectoria
Doctora en Bellas Artes por la Universidad Complutense de Madrid en 2004, y licenciada en pintura y grabado en la Facultad de BBAA de la UCM de Madrid en el año 1989.
Lazaga comenzó su carrera artística en el Cairo donde residió (1989-92) con una beca del Ministerio de Exteriores español, investigando sobre estudios de arte egipcio, lengua y caligrafía árabe.
Su faceta didáctica la lleva a ejercer la enseñanza reglada y a dirigir talleres de experimentación en la Comunidad de Madrid como el titulado "Arte y Experimentación" dirigido a maestros de Educación Primaria.
Tras sus estudios sobre el espacio y la caligrafía comenzó a estudiar japonés interesada por la caligrafía japonesa y las relaciones con el arte abstracto occidental. Se trasladó a Japón en 1994 con una beca de la JNTO japonesa que le permitió viajar y ahondar en la cultura japonesa. En 1998 trabajó durante un año en para el Japanese Jett Programme exchange teaching en la sección de artes en la localidad de Mino. (provincia de Gifu). Durante su estancia en Mino fue seleccionada conjuntamente con otros artistas internacionales para participar en el proyecto Mino Paper Artist in Residence en la washi no sato kaikan.

De aquella época y del contacto con el papel japonés (washi) surgieron numerosas obras artísticas pertenecientes a las series Oriccidente y Aida ni (a través) que fueron expuestas en el museo del papel de Mino, Japón y posteriormente en galerías y ferias (ARCO 2002, Galería Egam), entre otros.
De esta etapa japonesa y sus investigaciones en el campo del papel y la caligrafía surgieron dos publicaciones, una dedicada al papel japonés o Washi, material cuya elaboración fue reconocida por la Unesco en 2014 como Patrimonio cultural intangible. En dicha publicación Washi el papel japonés Lazaga recogió el trabajo de los maestros papeleros de la zona de Mino como homenaje a un trabajo laborioso y cualitativo y puso en valor la importancia de dicho material y su significado en el contexto japonés a lo largo de su historia.
Su segunda investigación sobre la caligrafía japonesa y sus relaciones con el arte abstracto occidental llegó en forma de libro en 2007 con La caligrafía japonesa: su origen y evolución y su relación con el arte abstracto occidental. En él recogió rigurosamente, la introducción del arte caligráfico desde China y el desarrollo de estilos propios en Japón y lo que significó la caligrafía japonesa de vanguardia a primeros del siglo XX. Las relaciones que algunos de sus calígrafos tuvieron con el arte occidental así como el interés que artistas occidentales como Tobey, Michaux, etc mostraron por este arte.
En 1999 Lazaga comenzó a utilizar el papel y las fibras orientales como un medio, y no solo como un soporte, desde el cual llegaría a una exploración del espacio a través del dibujo expandido. Sustituyó el dibujo y la línea realizada con grafito, por la lana y se adentró en la construcción de espacios e instalaciones en las que el papel dio paso al vacío, siguiendo la línea oriental de la plenitud del vacío. A lo largo de su trayectoria su obra se fue centrando en el estudio del espacio su percepción y ocupación en relación con el ser humano como elemento caligráfico en 3 dimensiones.
En 2005 se traslada con una beca de la AECID a Santo Domingo (Rép. Dominicana) para realizar labores de gestión cultural en el Centro cultural de España. Tras su estancia en la isla su trabajo aglutinará muchas de sus experiencias reflejándose en las exposiciones que realiza a su vuelta a España.
Lazaga trabaja con lo efímero y plantea sus instalaciones para ser habitadas y reinterpretadas por los visitantes de forma experiencial, trabajando sobre la textura del vacío y la confusión y sospecha hacia lo que se percibe y no se ve. En esa línea destaca La casa del laberinto exposición comisariada por Menene Gras en el CEART, 2015.
En 2015 su trabajo fue seleccionado para representar el stand del Instituto Cervantes en la Indian Art Fair y participar en el festival IGNITE de arte y danza contemporánea de nueva Dehli en un proyecto colaborativo con el coreógrafo Abhilash Ningappa y la bailarina Rya Mandal.
En relación con el ámbito educativo y universitario ha impartido conferencias en universidades e instituciones: Universidad de Alicante; Universidad Zaragoza; Casa Asia, Barcelona y Madrid; Facultad BBAA Cuenca; Facultad BBAA de Granada…
Desde 2014 es miembro de la comisión de educación del IAC.
Su obra está presente museos y colecciones: Col. Facultad de Bellas Artes de Madrid. Fundación Juan March. Colección Museo Postal y Telegráfico de Madrid. Instituto Cervantes de El Cairo. Egipto. Colección Caja Postal de Madrid. Colección Museo del papel, Mino, Japón. Colección. Deustche Bank Madrid. Colección Museo Palacio del Vellosillo Ayllón Segovia. Facultad de Bellas Artes de Madrid.
Como artista feminista ha formado parte de la junta directiva de la asociación Mujeres en las Artes Visuales.
En 2017 inventa los “calikanjigramas”, caligramas de Kanji, que aparecerán por primera vez en el libro de poemas de Ozaki Hoosai publicado por Hiperión un año más tarde.
En 2018 es incluida en la exposición El principio Asia. China, Japón e India y el arte contemporáneo en España (1957-2017) celebrada en la Fundación Juan March, con la obra Aida ni (A través) nº 3 Pintura en el espacio.
La exposición incluía a más de sesenta artistas contemporáneos que han trabajado en España y cuya obra ha estado vinculada con Asia oriental e India. La muestra estaba centrada en el marco cronológico existente entre la generación abstracta española de los cincuenta y la de los artistas nacidos en torno a mediados de los años sesenta, momento de la creación del Museo de Arte Abstracto Español de Cuenca (1966) por Fernando Zóbel, una figura esencial para entender el relato de la exposición.

### Becas
1989/92 Beca en el Cairo. Ministerio Español de Asuntos Exteriores. Estudios de arte egipcio y caligrafía árabe. Egipto
1994 Beca en Tokio. Estudios de cultura e idioma japonés. JNTO. Japón
1998/99 Jett Programme exchange teaching. Gifu Prefecture.Japón
1998 Artist in Residence. Mino. Japón
2005/06 Beca de gestión cultural. Centro Cultural de España, Rep. Dominicana. AECID

### Exposiciones Individuales
En el año 2015 realiza las exposiciones La casa del laberinto. CEART en Fuenlabrada, Madrid; Soñar o no soñar en el Instituto Cervantes de Nueva Dehli, India: e Ignite (festival of contemporary dance) Multiversos sincronizados 2 en el Instituto Cervantes con el coreógrafo y bailarín Abhilash Ningappa en Delhi, India.
2013 To dream or not to dream en Protea Gallery San Diego. USA 2012. Proyecto Hospitables 2. Hospital Univesitario Fundación Alcorcón, Madrid en el año 2010. Proyecto Hospitables 1. Hospital La Fuenfría. Cercedilla. Madrid.2009Proyecto Suite sweet love. (colectivo k.b.zonas). Itinerancia AECID.
Centro Culturales de España en Honduras, Costa Rica, Cartagena de Indias 2008, Proyecto Suite sweet love. (colectivo k.b.zonas). Itinerancia AECID: Centro Culturales de España en República Dominicana, Guatemala, El Salvador en el año 2007. En el año 2002 realiza la exposición individual Secretos de un mundo plegable en la galería madrileña Galería Amparo Gámir. A través en la Galería Egam de Madrid. En 1998 en la Galería Montalbán de Madrid.
Mirada horizontal-mirada vertical. Art-space 201 Gallery Sapporo. Japón en el año 1995, En la Red de exposiciones del Instituto Cervantes. El Cairo1990 Opera Gallery. El Cairo. Egipto.

### Publicaciones
2018 Muevo mi sombra. Ozaki Hoosai. Traducción y prólogo de Teresa Herrero. Con 20 calikanjigramas y un postfacio de Noni Lazaga. Edición Bilingüe. Hiperión. ISBN:978-84-9002-132-3
2015 La Casa del Laberinto. Colección Ceart. N.º 53.
2014 Washi. El papel japonés, 157 pp. Editorial Clan.
2008 Suite Sweet Love. Nacimiento del Surromanticismo. AECID.
2007 La caligrafía japonesa. Origen evolución y relación con los movimientos abstractos occidentales. Ed. Hiperión.
2002 Washi. El papel japonés.142 pp. Ed. Clan.